# Skyttegrav

En brittisk skyttegrav vid Ovillers-La Boisselle i juli 1916 under slaget vid Somme.

Skyttegrav, eller skyttevärn som enhet, är en typ av militär fortifikation (fältfortifikation), som i sin enklaste form utgörs av ett manshögt dike med syfte att skydda personal och materiel i strid, samt för att underlätta att föra fram förstärkningar till ett hotat frontavsnitt från sidorna. Skyttegravar ordnas ofta i flera linjer så att man från de bakre linjerna fortfarande kan försvara ett avsnitt även om den främre linjen blir intagen.
Under första världskriget byggdes ett enormt skyttegravssystem som sträckte sig genom Belgien och Frankrike, från Nordsjön till Schweiz.

## Löpgrav
Löpgrav är en äldre variant av skyttegrav där man istället riktar graven fram mot en fientlig befästning så att de egna soldaterna kan använda graven för att rycka fram mot fienden. Även en grav som från en skyddad position sträcker sig fram till de egna skyttegravslinjerna kallas löpgrav.